# Rodonjagu

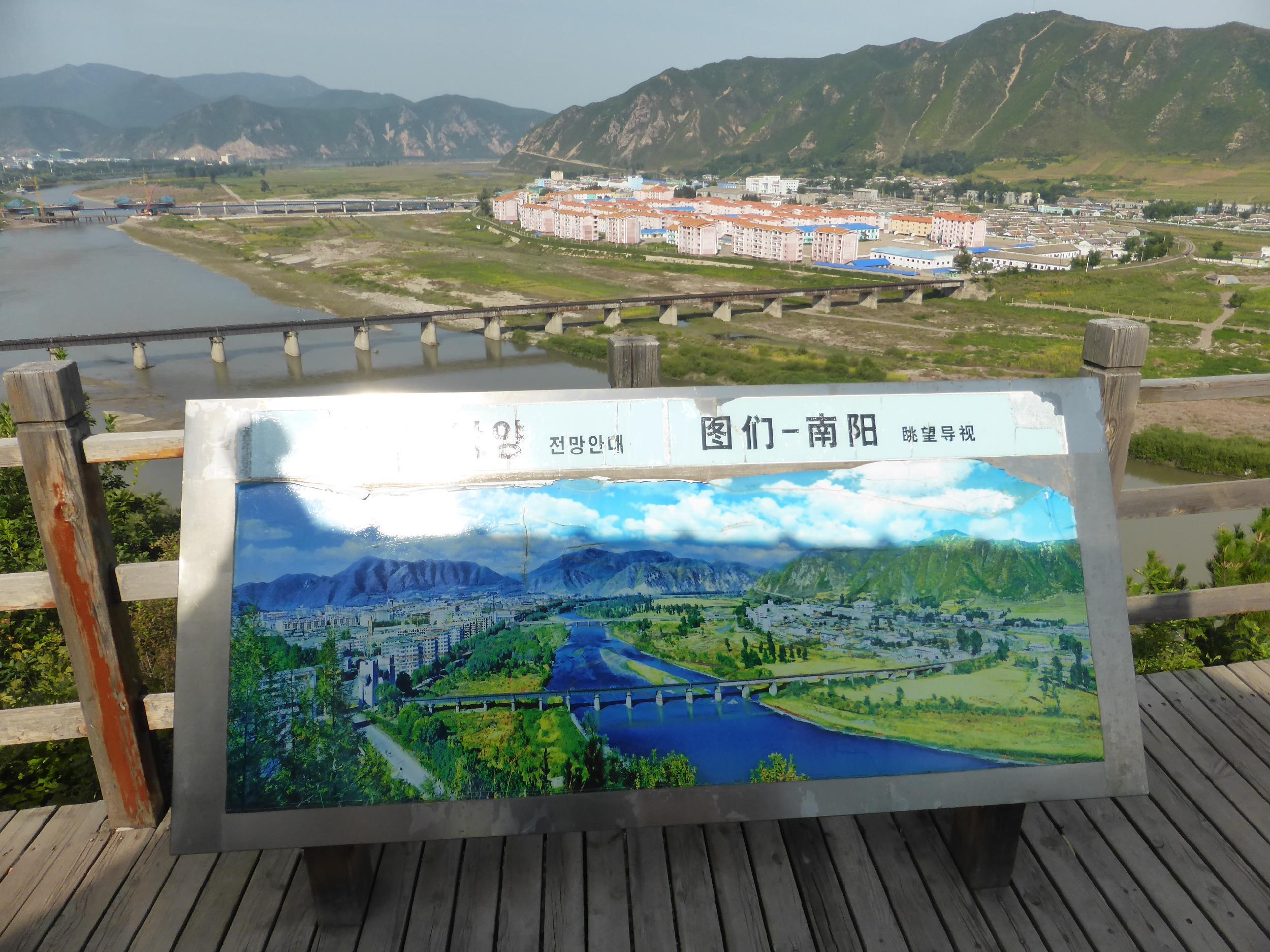
Lao động giả khu Namyang nhìn từ biên giới Trung Quốc

Rodonjagu hay Lao động giả khu (Munhwaŏ: 로동자구, đã Latinh hoá: rodongjagu ở Triều Tiên, Pyojuneo: 노동자구, đã Latinh hoá: nodongjagu ở Hàn Quốc)  là một đơn vị hành chính cấp ba của Bắc Triều Tiên, có nghĩa là nó trực thuộc một thành phố hoặc huyện. Chúng là một loại làng đặc biệt có đặc điểm là các khu dân cư mật độ cao nằm cạnh các khu công nghiệp hoặc trang trại đặc biệt.

## Mô tả
Các lao động giả khu lần đầu tiên được đưa vào cùng với cuộc cải cách hành chính vào tháng 12 năm 1952. Chúng được thành lập ở những khu vực có 400 cư dân trưởng thành trở lên và tỷ lệ công nhân vượt quá 65%. Một Lao động giả khu sẽ có một cơ quan hành chính - Văn phòng giả khu và một tổ chức hành chính - Ủy ban kế toán giả khu.
Thông thường, chúng được thành lập theo một huyện, và chỉ có một số ít Lao động giả khu thuộc về một thành phố, chẳng hạn như Lao động giả khu Raeil của Thành phố Hamhung (Korean version).
Theo báo cáo từ Cục Thống kê Hàn Quốc, tổng số Lao động giả khu là 314 tính đến năm 2022, tăng 16 so với năm 2021.